# Dúngal mac Amalgado
Dúngal mac Amalgado (or Dúngal Cnogba) (mort en 759) est un roi de Brega issu du Uí Chonaing sept de Cnogba (Knowth) du Síl nÁedo Sláine une lignée des Uí Néill du sud. Il est le fils de Amalgaid mac Congalaig (mort en 718)  et le frère de Conaing mac Amalgado (mort en 742) deux rois précédents  Il règne de 748 à 759.
Les Uí Chonaing ont conquis le territoire de la tribu de Ciannachta de Brega, entre la Boyne et la Delvin, sous le règne de Cináed mac Írgalaig (mort 728). De ce fait une fraction d'eux est désormais dénommée les Ard Ciannachta entre la Boyne et la Dee. En 749 Dúngal gagne une bataille contre en Ard Ciannachta contre cette tribu et leur chef, Ailill mac Duib dá Crích, est tué. Les Annales d'Ulster précisent qu' Aillil est tué lors du premier assaut mais que lors d'une contre-attaque Domnall mac Cináeda des Uí Chonaing est également tué. Elles présente ce Domnall comme roi mais n'associent pas Dúngal à ce combat. Les Annales de Tigernach font les mêmes remarques sur les événements du combat et le titre de Domnall mais proclament que Dúngal est victorieux.
En 759 Dúngal combat lors de la bataille de Emain Macha contre Fiachnae mac Áedo Róin (mort en 789), roi d'Ulaid. Il est défait et tué avec son allié  Donn Bó mac Con Brettan, roi de Fir Rois. Les Annales de Tigernach proclame que la cause de la bataille est un conflit contre l'abbaye d'Armagh. Dúngal ayant pris le parti d'un prêtre nommé Airechtach contre l'abbé Fer-dá-Chrích qui est soutenu par Fiachnae. Son fils  Conaing mac Dúngaile (mort en 786) est tué à son tour lors de la bataille de  Lia Finn or Tuilén.